# Salar de Uyuni

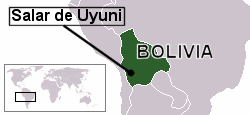
Karta över Sydmarika med Salar de Uyuni utmärkt.

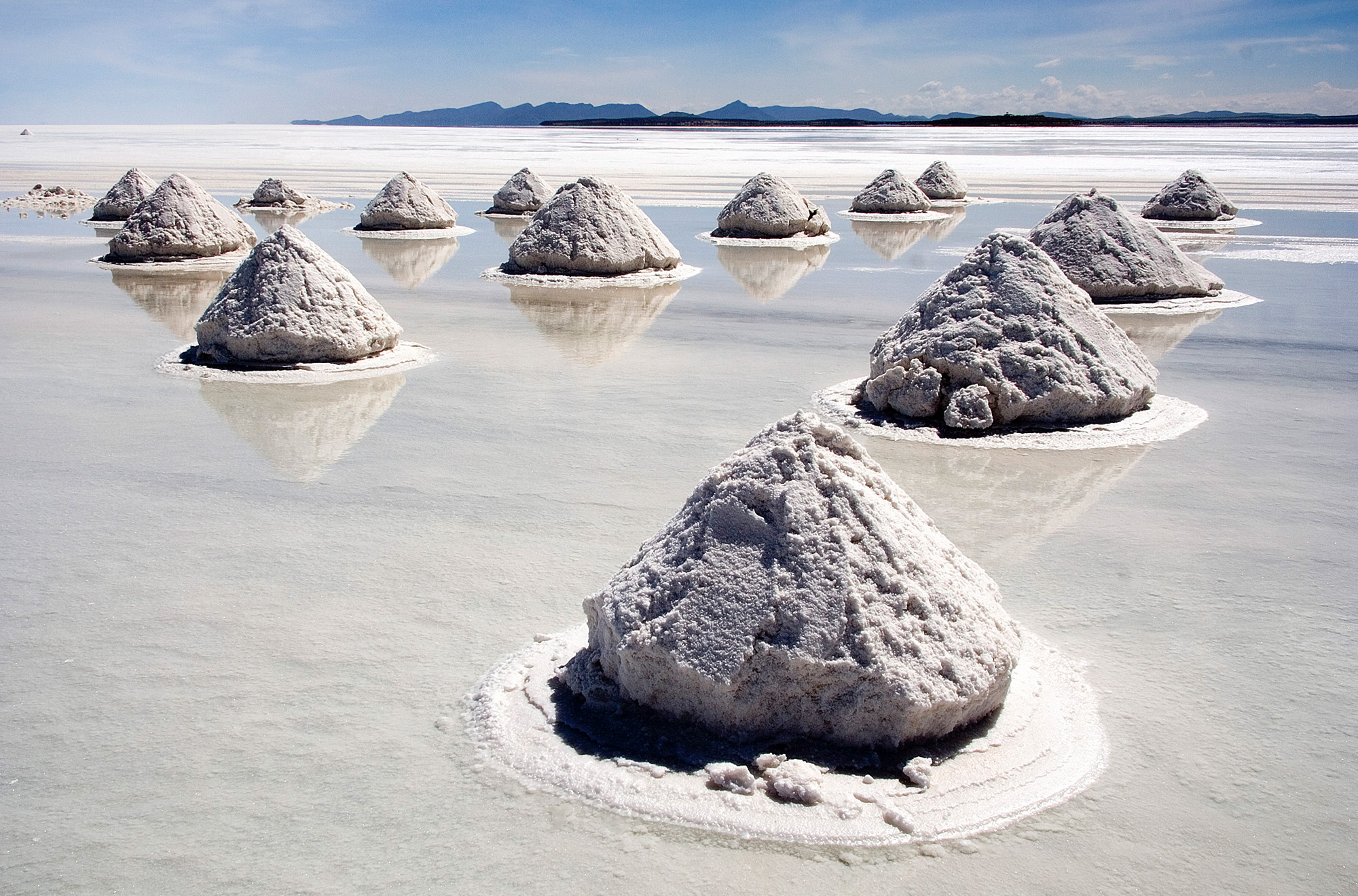
Man utvinner 25 000 ton salt om året i Salar de Uyuni.

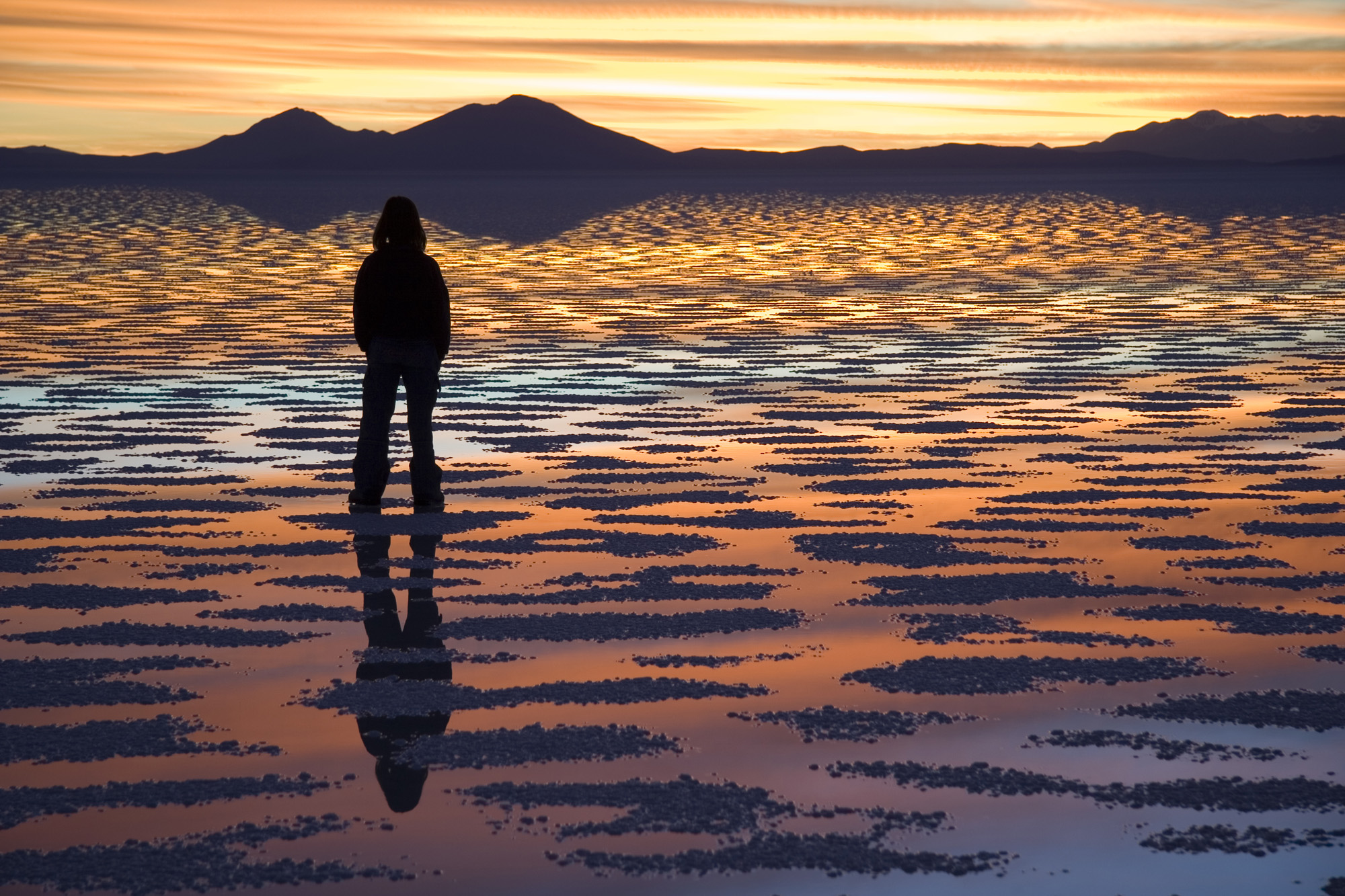
Saltöknen är ofta täckt av vatten och reflekterar då himlen.

Salar de Uyuni (eller Salar de Tunupa)  är världens största saltöken och ligger i södra Bolivia nära gränsen till Chile. Området med sina 10 582 kvadratkilometer är ungefär lika stort som Skåne, och sträcker sig över de två departementen Oruro och Potosí.

## Historia
För 40 000 år sedan var saltöknen en del av en gigantisk förhistorisk sjö. Då sjön torkade bildades två mindre sjöar, Uru Urusjön och Poopósjön, och saltöknen Salar de Coipasa och Uyuni.

## Ekonomi och användning
Från saltöknen utvinns ungefär 25 000 ton salt om året. Vidare används saltöknen som en farled genom Altiplano och är en relativt stor turistattraktion. Saltslätten har även världens största förråd av litium vilket man utvinner för produktion av litiumjonbatterier. På senare tid har den börjat användas för satellitkalibrering.